# ワガママハイスペック
『ワガママハイスペック』(WAGAMAMA HIGH SPEC) は、アダルトゲームブランドのまどそふとより2016年4月28日に発売された美少女ゲーム、およびそれを原作としたアニメ作品。略称は「ワガハイ」。『ナマイキデレーション』、『ヤキモチストリーム』に続くまどそふとの第3作に当たる。
2017年8月25日に続編である『ワガママハイスペックOC（OVER CLOCK）』が発売。本稿では以後『OC』と略す。また同年7月27日にPlayStation Vita版が、2020年9月24日にNintendo Switch版がiMelより発売された。

## 歴史
本作は2015年6月19日にまどそふと公式サイトで発表され、6月20日にアダルトゲーム雑誌『TECH GIAN』、『PUSH!!』にも掲載された。
2015年8月14日、まだゲームの発売日が未定だった時期に「コミックマーケット88」においてテレビアニメ化が発表された。9月25日にはゲームのプレムービーが公開され、ゲームの発売日とアニメの放送開始時期が共に2016年4月になることが発表された。なお、制作発表以前の2015年4月1日には、まどそふと原作のオリジナルアニメが2016年に放送開始されるというエイプリルフール企画PVが公式サイトで発表されていたが、プロデューサーのアルケによれば、今回の作品とは無関係とされている。
2015年9月26日、アメリカ合衆国のゲーム会社Sekai Projectはジョージア州アトランタで開催されたアニメコンベンション「アニメ・ウィークエンド・アトランタ」において、本作の英語版を2016年にリリース予定であることを発表した。
2015年10月25日に品川ステラボールで開催された「EGG -Extra Games Garden-」では、大島はるなの歌う主題歌『Miracle Heart!!』が披露された。11月25日にゲームのオープニングムービーが公開され、ヒロイン4人の声優が発表された。12月24日にはGetchu.com他にてゲームの体験版が公開された。2015年末開催の「コミックマーケット89」でまどそふとはNanaWindと合同で出展し、本作の関連アイテムを販売した。
2016年末開催の「コミックマーケット91」にて続編制作が発表され、2017年3月17日に続編となる『OC』の公式サイトを公開した。

## ストーリー
都心からやや離れた町・新城市（しんじょうし）にある元お嬢様学校・桜翠学園（おうすいがくえん）に通う少年・鳴海幸樹。彼は学生生活を送る傍ら、周囲には秘密で漫画家としても活動していた。ある日、幸樹は学園の生徒会長・鹿苑寺かおるこが、自分の漫画の作画担当者であることを知る。生徒会の男子役員を探していたかおるこはそのことをきっかけに生徒会に加入することを幸樹に提案する。しかし、副会長の桜木・R・アーシェは幸樹の入会に強く反対。話し合いの結果、一か月の試用期間を設けるということで幸樹は生徒会に入ることになった。その後、生徒会には幸樹の妹・鳴海兎亜や兎亜の親友・宮瀬未尋も加入することになる。
続編となる『OC』では、前作ヒロイン4人のアフターストーリーに加え、サブヒロイン3人をメインヒロインに昇格、新たなストーリーを展開する。

## キャラクター
声優はPC版 / アニメ版・コンシューマー版の順番に表記。

### メインキャラクター
鳴海 幸樹（なるみ こうき）
本作の主人公で桜翠学園2年3組の男子生徒。学生生活の傍ら「いもさらだ」というペンネームで漫画原作者として『デレデレスクランブル』という漫画を連載しているが、作品の内容がエッチなラブコメである関係でその事実を周囲には秘匿している。学校の成績は全体的には芳しくないが国語に関しては常に学年トップを維持しており、国語だけトップが取れないアーシェから一方的にライバル視されている。芸能界で有名な女性の隠し子という特殊な家庭環境のため両親とは同居しておらず（顔すら合わせていない）、妹･兎亜との二人暮らしで日々の料理は幸樹が担当している。桜翠学園はかつて女子校だったが幸樹の入学した昨年から共学になった。

#### 鳴海 兎亜（なるみ とあ）
声 - 小松アン / 後藤麻衣（テレビアニメ、コンシューマー）
12月3日生まれ
幸樹の実妹で桜翠学園の1年生。幸樹の漫画家活動のことを知っている。人見知りが激しい上にかなり面倒臭がりな性格で、家にこもってネットやゲームをしていることが多い。幸樹の事は心から慕ってはいるのだが、感情や気持ちを素直に表せず会話するときは幸樹を罵る事が多い。コンピュータプログラムの専門知識を持ち、スマホアプリの開発によって本人いわく「一生食べていける」程の多額の収入を得ている。幸樹と同様に生徒会に加入し会計を担当する。兄の代わりに「いもさらだ」として「ツブヤッキー」というSNSに投稿している。イモを使った料理が好き。
発売前のユーザーからの人気が高く、「コミックマーケット88」では「兎亜のサイクルジャージ」が販売された。
宮瀬 未尋（みやせ みひろ）
声 - 白咲葵依 / 桜咲千依（テレビアニメ、コンシューマー）
6月6日生まれ
兎亜の親友の少女で桜翠学園の1年生。実家は「洋食 宮瀬」という飲食店を営んでおり、料理が得意。とある理由により、かおるこやアーシェ等の他の先輩に対しては「さん」を付けて名前で呼んでいるが、幸樹に対してのみ「先輩」と呼ぶ。兎亜と同様に、幸樹の漫画家活動のことを知っている。やれば何でもこなせる天才肌で兎亜や幸樹と同じ学園に入る為に猛勉強をした結果、主席合格を果たしてしまいそれに目をかけられ生徒会に勧誘される。ヒロイン一の巨乳の持ち主。非常に動物に好かれやすい体質で、歩いていると後ろから犬や猫･稀にアヒルなどが列を作って追いかけてくる事も。
桜木・R・アーシェ（さくらぎ ルーフォレット アーシェ）
声 - 桜あいね / 桜川めぐ（テレビアニメ、コンシューマー）
2月22日生まれ
桜翠学園の2年生で生徒会副会長を務める金髪ツインテールの少女。かおるこに対して強い憧れを持っている。母親が世界的なピアニスト、父親も元はバイオリニストで実家は裕福。ピアノのコンテストで優勝した経験を持っており、現在は父親の勧めで作曲家になることを目指している。真面目で負けず嫌いな性格で幸樹の生徒会加入には反発している。総合的な成績は学年トップだが国語系科目は幸樹の後れを取り、ひそかに幸樹をライバル視している。食欲が凄まじく何人前もの食事を平然と平らげる反面、メロンなどの高級な料理や食材を食べるとお腹を壊してしまう。

#### 鹿苑寺 かおるこ（ろくおんじ かおるこ）
声 - 桜乃ひよ / 本多真梨子（テレビアニメ、コンシューマー）
4月16日生まれ
桜翠学園の3年生で生徒会長を務める黒髪の少女。品行方正で学年トップの成績を誇る優等生だが少々天然気味。歴史ある名家の出身であるが、厳しく躾けられた反動でオタク趣味にハマるようになった。「しかくん」というペンネームで漫画家として活動し、ライトノベルのイラストなども手がける。幸樹の漫画の作画担当者だが互いにいつも編集を通してやメールを送ってしか連絡していないため、同じ学園の生徒同士だということを最近まで知らなかった。テンションが上がると会話の中に唐突にオヤジギャグを盛り込んでしまい、場を白けさせてしまう事がよくある。

### サブキャラクター
四月一日 奏恋（わたぬき かれん）
声 - 水羽良子 / 中村繪里子（コンシューマーのみ）
11月8日生まれ
幸樹のクラスの学級委員長を務める女生徒。『OC』でヒロインに昇格。
去年から幸樹とクラスメイト同士で席が隣同士。演劇部の副部長も務めており、学園のマドンナであるかおるこやアーシェに演劇部に入ってほしいと思っている。遊んでいそうな見た目に反して恋愛や性に関してはかなり奥手で、普段は仕事が忙しく家にあまり帰ってこない両親に代わって双子の妹（奏歩と奏音）の面倒を見ている。また本人に自覚は無いが演劇の技術力が高く劇団からスカウトがあった事が『OC』の本人のルートで明らかになる。2016年4月1日、ゲーム『ワガママハイスペック』公式サイトにおいて四月一日奏恋をヒロインとする映画『ワタヌキハイスペック劇場版』が発表された。
岩隈 縁（いわくま ゆかり）
声 - かわしまりの / 瑞沢渓（コンシューマーのみ）
11月18日生まれ
桜翠学園のOGで社会科を教える教師。『OC』でヒロインに昇格。
幸樹のクラスの担任で生徒会の顧問でもある、20代後半の若手教師。基本的にサバサバした性格で怒ると非常に怖いが、生徒の事を真剣に考え面倒見も良いため生徒たちからは少し恐れられながらも慕われている。武闘派レディースチーム「砥羅武髏（とらぶる）」の初代総長という経歴を持つ。チーム内では恋愛禁止という掟を作っていたものの、実際に掟を守っていたのは縁のみで、縁の引退後はすぐに解散している。未だに結婚できていない事に焦っており合コンにも積極的に参加してはいるが、結果は芳しくない。

#### 鷹司 千歳（たかつか ちとせ）
声 - 銀乃ころも / 大橋歩夕（コンシューマーのみ）
3月4日生まれ
幸樹やかおるこの担当編集者を務める女性。『OC』でヒロインに昇格。
幸樹が過去に投稿していたネット小説を見て光るものを感じ、彼を漫画家デビューさせた。漫画の締め切りをしばしば守らない幸樹に辛辣な態度をとることが多いが、幸樹の才能や作品に対する熱意は高く評価している。真面目な性格で堅実な印象を受けるが、演出や派手さに力を入れたエンターテインメント性の高い作風を好む。学生時代に幼少時の幸樹と何度か話をした事があり、幸樹にとっては初恋の女性なのだが、お互いがその時の当事者である事に気づいていない。
佐藤 虎太郎（さとう こたろう）
声 - 木谷かずさ / 山本希望（コンシューマーのみ）
3月10日生まれ
桜翠学園の1年生で兎亜や未尋と同じクラス。女子と間違われるような中性的な風貌をした小柄な少年。生徒会に悩み事を相談するためにやってくる。
沙流川 金次郎（さるかわ きんじろう）
声 - 小浦良司 / 福島潤（コンシューマーのみ）
9月18日生まれ
桜翠学園の2年生で幸樹のクラスメイトである男子。雅人とは幼馴染同士。幸樹や雅人からは「サル」と呼ばれる。エロゲーやギャルゲーが好きだが現実の女子にはモテない。担任教師の岩隈縁のことを「くまたん」と呼ぶ。やや変態的な性格で女子に痛めつけられることを喜ぶ傾向がある。「男子部」という活動目的がよくわからない部活の部長を務めている。学校の成績は悪い。

#### 猪狩 雅人（いかり まさと）
声 - 木島宇太 / 水島大宙（コンシューマーのみ）
8月8日生まれ
桜翠学園の2年生で幸樹のクラスメイトである眼鏡をかけた男子生徒。勉強もスポーツもでき、顔も良いので女子にモテるが本人は肥満嗜好であり、少なくとも体重80キロ以上の異性にしか興味がない。
四月一日 奏音（わたぬき かのん）
声 - 花寺香蓮
『OC』奏恋ルートのみに登場する双子の妹の一人。
四月一日 奏歩（わたぬき かほ）
声 - 小岩井みるる
『OC』奏恋ルートのみに登場する双子の妹の一人。

## 開発
前2作とは異なり、原画はSyrohではなく宇都宮つみれが担当する。
「ワガママハイスペック」というタイトルには「ワガママだけど才能豊かなヒロイン」という意味がこめられている。前2作の「ナマイキ」「ヤキモチ」というテーマに対し、「ワガママ」というテーマで構想が練られた。タイトルは、略称が「ワガハイ」になると覚えやすい、ということで「ワガママハイスペック」に決定し、それにより「才能豊かなヒロイン」というもう1つのテーマが定まった。

### スタッフ
- 原画：宇都宮つみれ
- SD原画：ななてる
- シナリオ：もじゃすびい、陸奥竜介、にっし〜、葉山こよーて
- サブシナリオ：はと
- デザインディレクション：cao. (*PetitBrain)

## 主題歌
ワガママハイスペック
主題歌（オープニング）「Miracle Heart!!」
歌・作詞 - 大島はるな (Sound Drive) / 作曲・編曲 - 斎藤悠弥 (Sound Drive)
エンディング「放課後アメージンッKiss」
作詞 - SugarLover (Sound Drive) / 作曲 - 斎藤悠弥 (Sound Drive) / 編曲 - 伊藤直樹 (Sound Drive)
歌 - 鹿苑寺かおるこ（かおるこED） / 桜木・R・アーシェ（アーシェED） / 鳴海兎亜（兎亜ED） / 宮瀬未尋（未尋ED）
ワガママハイスペックOC
1stオープニング「Hey Darling!」
歌 - 松下 / 作詞・作曲・編曲 - 堀江晶太
2ndオープニング「JOYFUL」
歌 - 大島はるな / 作詞 - SyugarLover(Sound Drive) / 作曲・編曲 - 斎藤悠弥(Sound Drive)
かおるこルートエンディング「partnar」
歌・作詞 - 飲茶娘　/　作曲・編曲 - 斎藤悠弥(Sound Drive)
アーシェルートエンディング「不思議なプリズム」
歌 - 桜川めぐ / 作詞 - SyugarLover(Sound Drive) / 作曲・編曲 - 田中俊裕(Sound Drive)
兎亜ルートエンディング「朝が来るみたいに」
歌 - nao / 作詞 - Recom / 作曲・編曲 - 田中俊裕(Sound Drive)
末尋ルートエンディング「EverAfter」
歌 - 暦みくり / 作詞・作曲・編曲 - eye burn
奏恋ルートエンディング「my little wish」
歌 - 松下 / 作詞 - 中森優紀 / 作曲・編曲 - 田中俊裕(Sound Drive)
千歳ルートエンディング「Brihtness」
歌 - 天乙准花 / 作詞 - SyugarLover(Sound Drive) / 作曲・編曲 - 田中俊裕(Sound Drive)
縁ルートエンディング「REAL」
歌 - 逢瀬アキラ / 作詞・作曲・編曲 - eye burn

## ドラマCD
店舗特典としてソフマップ、げっちゅ屋、トレーダー、メディオ!、グッドウィルの5店舗で録り下ろしドラマCDが付属される。

## テレビアニメ
2016年4月から6月までTOKYO MX、サンテレビにて放送された。ホビボックスが手掛ける「HOBI animation」の第1号作品で、5分枠のショートアニメとして製作される。キャッチフレーズは「ハイスペックな人々の、ロースペックな日常。」。ゲームの主人公の幸樹は登場せず、彼を取り巻くヒロインたちの日常を描く。監督の清水聡は「アニメ版は番外編というより“場外編”」だとコメントしている。
番組最後には設定紹介のミニコーナー『なんとなくわかるワガハイ』（第6話まで）や『なんとなくわかるカコタマ』（第7話から）を放送。

### スタッフ（アニメ）
- 原作 - ワガママハイスペック（まどそふと）
- キャラクター原案 - 宇都宮つみれ（まどそふと）
- 監督・絵コンテ・演出 - 清水聡
- シリーズ構成・脚本 - 中村浩二郎
- アニメーションキャラクターデザイン - 野村雅史
- 総作画監督 - 藤原未来夫
- 美術監督 - 柴田千佳子
- 色彩設計 - 重光由喜子
- 撮影監督 - 宋賢大
- 編集 - 近藤勇二
- 音響監督 - えのもとたかひろ
- 音楽 - まつむー
- プロデューサー - taichi、駒屋健一郎
- アニメーションプロデューサー - 民野浩一
- アニメーション制作 - AXsiZ
- 製作 - 桜翠学園生徒会

### 主題歌（アニメ）
「ハイスペックDays」
作詞 - SugarLover / 作曲 - 若林充 / 編曲 - 斎藤悠弥 / 歌 - 大島はるな

### 各話リスト
| 話数   | サブタイトル               | 作画監督   |
| ------ | -------------------------- | ---------- |
| 第1話  | ギラギラサマーデイズ       | 松本純平   |
| 第2話  | ウキウキクッキング         | 一ノ瀬結梨 |
| 第3話  | ギリギリドローイング       | 松本純平   |
| 第4話  | ドタバタハンティング       | 嵩本樹     |
| 第5話  | ビクビクアフタースクール   | 木村都彦   |
| 第6話  | ナゾナゾミステリアス       | 山本真嗣   |
| 第7話  | ムニャムニャスリーピング   | 松本純平   |
| 第8話  | ハラハラメカニック         | 小川純央   |
| 第9話  | ネコネコメランコリック     | 松本純平   |
| 第10話 | アレコレスラップスティック | 大野勉     |
| 第11話 | グルグルスイミング         | 大高雄太   |
| 第12話 | ドキドキサプライズ         | 北村友幸   |

### 放送局
| 放送期間                | 放送時間                     | 放送局     | 対象地域 | 備考 |
| ----------------------- | ---------------------------- | ---------- | -------- | ---- |
| 2016年4月12日 - 6月28日 | 火曜 1:10 - 1:15（月曜深夜） | TOKYO MX   | 東京都   |      |
| 2016年4月12日 - 6月28日 | 火曜 1:35 - 1:40（月曜深夜） | サンテレビ | 兵庫県   |      |

### 映像商品
Blu-ray Discが2016年8月26日に発売された。封入特典として原作未収録ゲームを収録したDVD-ROMが付属される。

### ラジオ
インターネットラジオ番組『ワガママハイスペックRADIO』が2016年4月6日から同年6月15日まで音泉にて配信された。隔週水曜日配信。全6回。メインパーソナリティは鳴海兎亜役の後藤麻衣。